# Beklagter
Beklagter ist eine an einem streitigen Gerichtsverfahren beteiligte Partei.

## Prozessuale Bedeutung
Als Beklagten bezeichnet man im Zivilprozess sowie in den Verfahren der Arbeits-, Verwaltungs-, Sozial- und Finanzgerichtsbarkeit eine natürliche oder juristische Person, die vom Kläger vor Gericht durch eine Klage in Anspruch genommen wird. Das Zwei-Parteien-Prinzip als Prozessmaxime macht die kontradiktorische Struktur dieser Prozesse aus, in dem die eine Partei gegen die andere Rechtsschutz begehrt. Auf Kläger- und auf Beklagtenseite müssen grundsätzlich verschiedene Rechtspersönlichkeiten stehen.
In den nichtkontradiktorischen Verfahren der freiwilligen Gerichtsbarkeit und im Strafverfahren gibt es diese Parteibezeichnung nicht. In den Antragsverfahren des FamFG ist gem. § 7 vor allem der Antragsteller beteiligt. Weitere Personen können als Beteiligte hinzugezogen werden. In echten Streitsachen wie den Familienstreitsachen tritt gem. § 113 Abs. 5 Nr. 4 FamFG an die Stelle der Bezeichnung Beklagter die Bezeichnung Antragsgegner. Derjenige, gegen den die Staatsanwaltschaft vorgeht, wird je nach Verfahrensstadium als Beschuldigter, Angeschuldigter oder Angeklagter bezeichnet.

## Richtiger Beklagter
In der ordentlichen Gerichtsbarkeit und in der Arbeitsgerichtsbarkeit muss sich der Beklagte aus der Klageschrift ergeben, die der Kläger bei Gericht eingereicht hat. Es ist diejenige Partei, gegen die die darin enthaltenen Anträge gerichtet sind (§ 253 Abs. 2 ZPO).
In den Verfahrensgesetzen der allgemeinen und besonderen Verwaltungsgerichtsbarkeit ergibt sich die Beteiligteneigenschaft des Beklagten aus § 63 Nr. 2 VwGO, § 69 Nr. 2 SGG, § 57 Nr. 2 FGO erwähnt.
Für die Passivlegitimation gilt im Verwaltungsprozess grundsätzlich das Rechtsträgerprinzip. Gemäß § 78 Abs. 1 Nr. 1 VwGO ist „richtiger Beklagter“ der Rechtsträger derjenigen Behörde, die verpflichtet ist, den begehrten Verwaltungsakt zu erlassen oder die den Erlass pflichtwidrig unterlassen hat. Handelt es sich dabei um eine rechtsfähige Körperschaft oder um eine rechtsfähige Anstalt öffentlichen Rechts, so ist der Antrag gegen die Körperschaft oder gegen die Anstalt zu richten. Auch im sozialgerichtlichen Verfahren gilt das Rechtsträgerprinzip, obwohl es eine dem § 78 VwGO entsprechende Norm im Sozialgerichtsgesetz (SGG) nicht gibt. Im finanzgerichtlichen Verfahren ist die Klage nach dem Behördenprinzip stets direkt gegen die Behörde zu richten (§ 63 FGO).